# Сазонов, Николай Петрович
Николай Петрович Сазонов (1907, Рязань — 5 июля 1965 года, Ленинград) — советский военачальник, Герой Советского Союза, генерал-майор.

## Биография

### Ранние годы
Родился  в Рязани в семье железнодорожника.
В 1931 году окончил Рязанский землеустроительный техникум и стал работать землеустроителем.
В 1932 году был призван в РККА и в 1933 году окончил годичные артиллерийские курсы усовершенствования командного состава.
Был командиром батареи, дивизиона, полка. С 1940 года — член КПСС.

### Великая Отечественная война
С июня 1941 года и до конца войны был на различных фронтах: Западном, Донском, Центральном и 1-м Белорусском.
В первые дни войны майор Н. П. Сазонов был назначен начальником оперативного отдела штаба артиллерии 7-го механизированного корпуса. Уже 1 июля 1941 года он на реке Березине у города Борисова организовывал артиллерийский отпор фашистскому наступлению 1-й Московской мотострелковой дивизии, входившей в 7-й мехкорпус.
Советские части вынуждены были отходить вглубь страны, нанося врагу чувствительные удары; мехкорпус, в штабе которого служил Сазонов, возле города Толочин отбросил гитлеровцев на 17-20 километров, захватил 800 пленных и 350 исправных автомашин; 10 июля части корпуса в ходе Смоленского сражения оборонялись западнее Орши, по берегу реки Адров и 6 орудий артиллерийского дивизиона за несколько минут сожгли 16 фашистских танков, 11 бронемашин и истребили около 100 гитлеровцев. За умелые действия Н. П. Сазонов был награждён командующим Западного фронта первым орденом Красного Знамени.

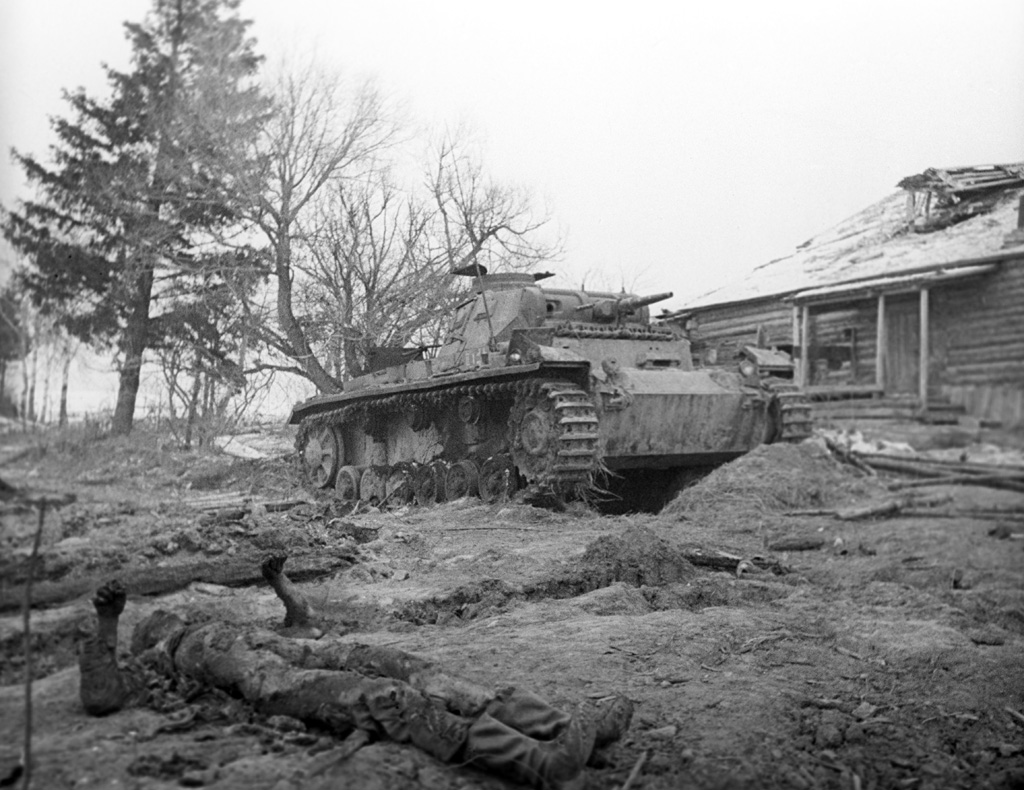
Подбитый немецкий танк у деревни Скирманово, 1941.

В битве за Москву, действуя на Волоколамском направлении составе 16-й армии, артиллеристы Сазонова подходили вплотную к огневым точкам и почти в упор расстреливали вражеские танки, ведя огонь прямой наводкой. Только в бою за Скирманово 13 ноября 1941 года под обломками было обнаружено до 600 трупов врага, 60 танков и много артиллерийских орудий, уничтоженных огнём нашей артиллерии.
Осенью 1942 года полковник Н. П. Сазонов был назначен офицером штаба артиллерии Донского фронта и активно участвовал в подготовке артиллерийского наступления на заключительном этапе Сталинградской битвы.
На Курской дуге Сазонова назначили командиром 86-й тяжёлой гаубичной артиллерийской Краснознамённой бригады 5-й артиллерийской дивизии РГК.
В районе города Жлобина Гомельской области 20 декабря 1943 года ему под ноги упал вражеский снаряд, который не взорвался, но мёрзлая земля и лёд сильно иссекли лицо Сазонова и он попал в госпиталь.

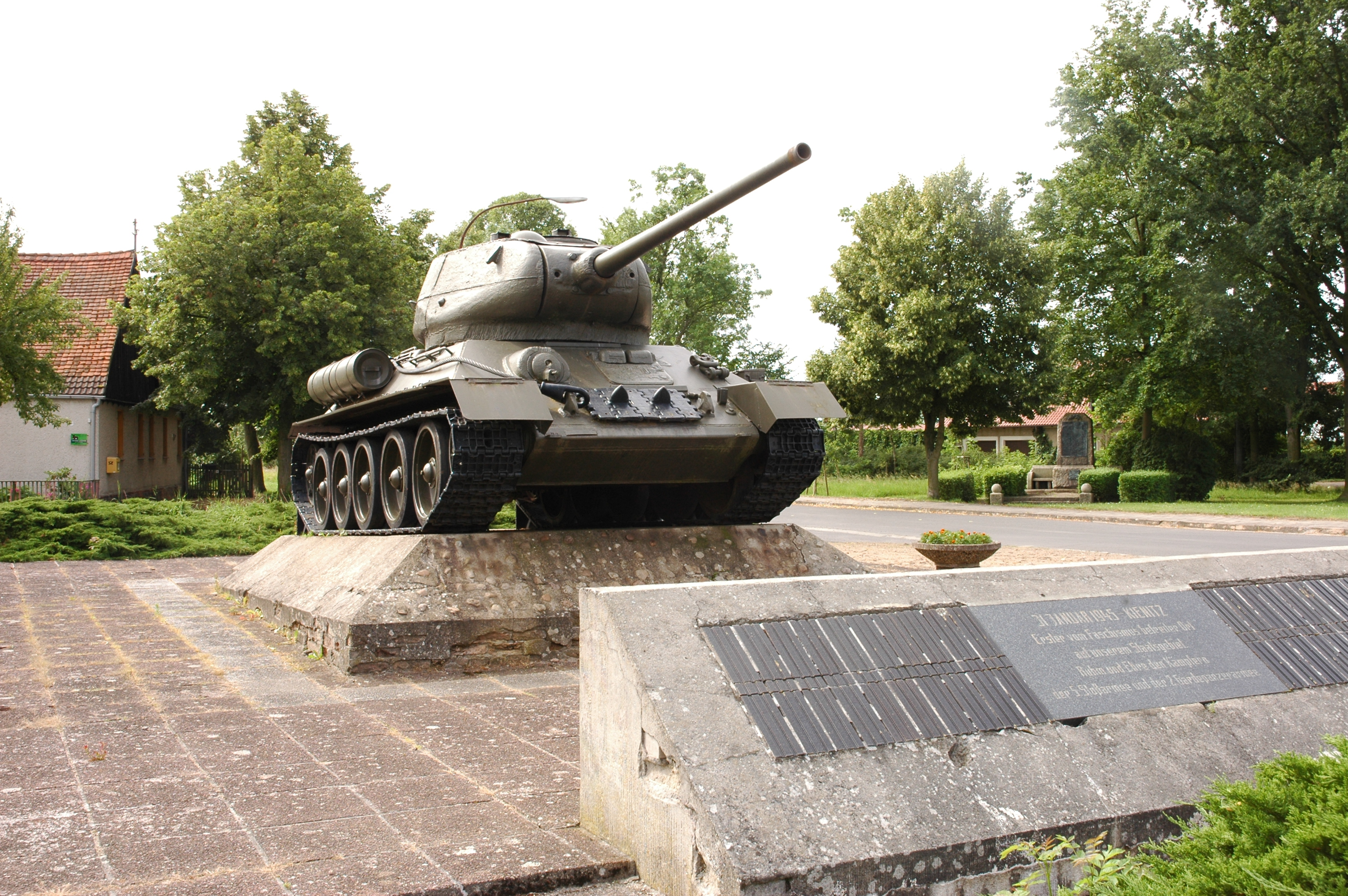
Памятник советским войскам в Кинитце

В конце войны, 16 апреля 1945 года артиллеристы Сазонова 25 минут обстреливали передний край обороны фашистов, после чего советские войска в районе города Кинитц (нем. Kienitz) (севернее города Зелов, Германия) при свете 143-х прожекторов перешли в наступление на Берлин. Неоднократно бригада Сазонова, встречая упорное сопротивление противника, вела огонь прямой наводкой. Бригада умелым ведением огня обеспечила возможность 207-й стрелковой дивизии с малыми потерями первой выйти к окраинам Берлина.
21 апреля 1945 года бригада Сазонова в полном составе произвела огневой налёт по Берлину со стороны Берлинской кольцевой дороги (в наградном листе упоминается населённый пункт Швенсбек, вероятно это Шванебек к северо-западу от германской столицы).
За период с 16 по 27 апреля 1945 года бригада уничтожила: 3 артбатареи, 16 миномётов, 40 станковых пулемётов; было подбито 5 танков, разрушено 9 дзотов, 24 каменных здания, много военной техники врага.
В ночь на 25 апреля 1945 года части 79-го стрелкового корпуса 3-й ударной армии вместе с 86-й тяжёлой гаубичной бригадой полковника Сазонова отбросили гитлеровцев к заводу «Цвина» и неожиданно для врага захватили мост через реку Шпре в районе рейхстага. Ночью по северному берегу реки 60 орудий было поставлено на прямую наводку. А на рассвете на батареях бригады Н. П. Сазонова прозвучали команды: «По рейхстагу огонь!» Залпы по рейхстагу были точными: снаряды сметали чердаки зданий, где находились огневые точки гитлеровцев.
Именно его подчиненные — капитан Агеенко Николай Яковлевич, сержант Япаров Байдимир Япарович, сержант Ямалтдинов Сагды (Сагди) Салахович (Саляхович) и рядовой Копылов Георгий Романович первыми установили флаг с номером 86 (86 Тяжелая Гаубичная Артиллерийская Краснознаменная Бригада) над Рейхстагом в 13:20 30 апреля 1945 года. 
Указом Президиума Верховного Совета СССР от 31 мая 1945 года за образцовое выполнение боевых заданий командования на фронте борьбы с немецко-фашистскими захватчиками, умелое руководство подразделением в уличных боях в Берлине и проявленные при этом отвагу и геройство полковнику Николаю Петровичу Сазонову было присвоено звание Героя Советского Союза с вручением ордена Ленина (№ 42162) и медали «Золотая Звезда» (№ 5611).

Могила Сазонова на Богословском кладбище Санкт-Петербурга.

### После войны
После войны Н. П. Сазонов продолжал службу в армии.
В 1951 году Н. П. Сазонов окончил Военную академию Генерального штаба и получил звание генерал-майора артиллерии. Служил начальником штаба артиллерии Ленинградского военного округа. В 1955 году ушел в запас.
Умер 5 июля 1965 года. Похоронен в Ленинграде на Богословском кладбище (площадка Военно-Медицинской Академии, 30 м юго-западнее от начала Безымянной и Днепровской дорожек). На могиле установлена стела из лабрадорита.

## Награды
- Медаль «Золотая Звезда» (1945);
- орден Ленина (1945);
- пять орденов Красного Знамени;
- орден Суворова 2-й степени;
- орден Отечественной войны 1-й степени;
- орден Красной Звезды;
- медали.